# Alpes de Mangfall
Os Alpes de Mangfall (Wallgauer Alpen em alemão) é um maciço montanhoso que faz parte dos Alpes Orientais-Norte na sua secção dos Pré-Alpes Bávaros e que se encontram na região da Baviera na Alemanha e marginalmente no Tirol. O ponto mais alto é o  Hinteres Sonnwendjoch com 1.986 m.

## Localização
Os Alpes de Wallgau ficam rodeados a Norte pelas Colinas da Bavária, a Leste os  Alpes de Chiemgau, e a Sud os Alpes de Brandenberg, a Sudoeste os Montes de Karwendel dos Alpes Calcários do Tirol, e a Oeste Alpes de Wallgau.

## SOIUSA
A Subdivisão Orográfica Internacional Unificada do Sistema Alpino (SOIUSA), dividiu em 2005 os Alpes em duas grandes partes: Alpes Ocidentais e Alpes Orientais, separados pela linha formada pelo  Rio Reno - Passo de Spluga - Lago de Como - Lago de Lecco.
O conjunto de Pré-Alpes de Bregenz, Alpes de Algovia, Alpes de Ammergau, Alpes de Wallgau, Alpes de Mangfall, e os Alpes de Chiemgau formam os Pré-Alpes Bávaros

### Classificação  SOIUSA
Segundo a SOIUSA este acidente geográfico é uma Sub-secção alpina  com as seguintes características:
- Parte = Alpes Orientais
- Grande sector alpino = Alpes Orientais-Norte
- Secção alpina = Pré-Alpes Bávaros
- Sub-secção alpina =  Alpes de Mangfall
- Código = II/B-22.V

## Imagens

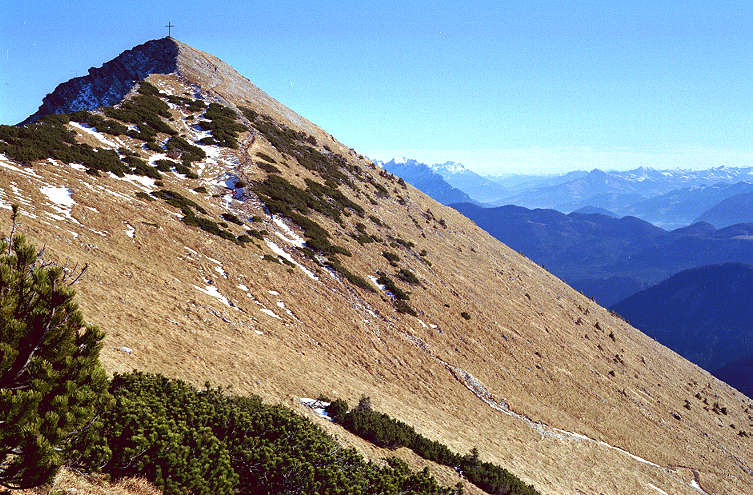
O Hinteres Sonnwendjoch